# Kommandant der Seeverteidigung Westgriechenland
Der Kommandant der Seeverteidigung Westgriechenland, kurz Seekommandant Westgriechenland, war ein regionaler Küstenbefehlshaber der deutschen Kriegsmarine im Zweiten Weltkrieg.

## Geschichte
Im August 1943 wurde die Dienststelle in Patras (Sitz der Dienststelle) im Bereich des ehemaligen Deutschen Marinekommando griechische Westküste aufgestellt. Die Unterstellung erfolgte unter den Admiral Ägäis. Das Gebiet umfasste die albanisch-griechische Grenze bis zum Kanal von Korinth, welche aber im Gebiet des Kommandant der Seeverteidigung Peloponnes lag.
Die Einheiten der Dienststelle kamen gegen Partisanen zum Einsatz.
Als im Oktober 1944 die deutschen Truppen sich aus Griechenland zurückziehen mussten, wurde die Dienststelle aufgelöst.
Einziger Seekommandant war der ehemalige Chef des Stabes beim Admiral der norwegischen Nordküste Kapitän zur See Alexander Magnus (vormals Verbandschef Küstensicherungsverband norwegische Nordküste und später Seekommandant Pommern).

## Unterstellte Dienststellen und Verbände
Dem Seekommandanten waren folgende Verbände und Dienststellen unterstellt:
- Marine-Artillerie-Abteilung 617
- Küstenschutzflottille Westgriechenland
- Hafenkommandant Korfu mit Hafenkompanie
- Hafenkommandant Prevesa mit Hafenkompanie
- Hafenkommandant Patras mit Hafenkompanie
- Hafenkommandant Kephalonia mit Hafenkompanie